# Гоф, Джудит
Джудит Гоф (англ. Judith Gough, 8 ноября 1972) — британский дипломат. Чрезвычайный и полномочный посол Великобритании в Швеции с августа 2019 года. Ранее была послом на Украине.

## Биография
Родилась 8 ноября 1972 г. Окончила Ноттингемский университет (1995) — бакалавр по специальности «русский и немецкий языки», и лондонский Кингс-колледж (2012) — магистр по специальности «Война в современном мире».
- 1995—1997 гг. — помощник-консультант по развивающимся рынкам в компании «Ernst & Young»[4]. В 1997—2001 гг. — старший финансовый консультант там же.
- В 2001 г. поступила на работу в МИД Великобритании[5]. Работала в посольстве в Южной Корее[5]. В 2008—2010 гг. — заместитель начальника групповой политики безопасности МИД Великобритании; отвечала за вопросы контроля над вооружениями, ядерного разоружения и международной безопасности.
- 2010—2012 гг. — Чрезвычайный и Полномочный Посол Великобритании в Грузии[6].
- 2012—2015 гг. — директор департамента Восточной Европы и Центральной Азии МИД Великобритании[7].
- В сентябре 2015 года была назначена послом Соединенного Королевства на Украине[5]. 17 сентября 2015 вручила верительные грамоты Президенту Украины Петру Порошенко[8]. в 2019 году завершила дипломатическую миссию в этой стране.
- С августа 2019 года посол Великобритании в Швеции.

## Цитаты
- Своё назначение на пост посла Дж. Гоф объяснила следующим образом[9]:

Я здесь потому что я хорошо делаю свою работу и имею нужный опыт, и, во-вторых, потому что я представляю Великобританию, — многоликую страну с определённым набором ценностей. Таким образом, я являюсь отражением этой страны.
Оригинальный текст (англ.)One is: I’m here because I’m good at my job and I have the right expertise, and the second is: I represent the UK and we are a diverse country based on a certain set of values. I therefore reflect that country.” She says it does not happen often but when it does, she retorts.
- О положении с правами ЛГБТ[9]:

Положение ЛГБТ-людей на Украине непростое. Часты случаи насилия в отношении геев и лесбиянок. К тому же, на Украине очень мало образцов для подражания [принадлежащих к ЛГБТ].
Оригинальный текст (англ.)For LGBT people in Ukraine it is not easy. If you look at the level of violence against gay people, there are frequent incidents. And there are very few clear Ukrainian role models.

- О правах сексменьшинств и партнёрстве Европы и Украины[9]:

Очень трудно связать гомофобию [на Украине] с конкретными силами или лицами. По-моему, существуют те, кто хотел бы использовать тему прав ЛГБТ как повод для прекращения сближения Украины с Европой.
Оригинальный текст (англ.)It’s very hard to attribute homophobia to any particular force or individual. I think what you can say is that there have been those who have politicised LGBT issues as a reason for Ukraine not to have a closer relationship with Europe.

## Семья
Джудит Гоф является открытой лесбиянкой; воспитывает двух детей со своей гражданской партнёршей Джулией Клейзи (Julia Kleiousi).

## Увлечения
Свободное время Дж. Гоф любит проводить в горах.